# Sant Josep amb l'Infant
Sant Josep amb l'Infant és una escultura barroca de l'artista Lluís Bonifaç i Massó, realitzada el 1767, tallada en fusta policromada i actualment conservada a la Catedral de Barcelona.

## Autoria
Lluís Bonifaç i Massó (Valls, Alt Camp, 5 de maig de 1730 - 1786) fou un escultor català i un dels principals exponents de l'escultura barroca catalana. Fou net de Lluís Bonifaç i Sastre i besnet de Lluís Bonifaç el Vell, i germà de Francesc Bonifaç i Massó, tots ells igualment escultors.

## Context històric
L'obra se situa en el context del moviment artístic que coneixem com barroc. El Barroc es considera el moviment posterior al Renaixement. Tot i ser un canvi gradual, s'afirma que aquest moviment s'inicia a principis del segle xvii estant present durant el segle sencer i part del segle xviii. El Barroc va ser influït des d'un començament per la Contrareforma que l'església catòlica va dur a terme, enfront del protestantisme, que en aquell segle estava en auge. Així doncs aquesta necessitat de dur a terme una campanya a favor del catolicisme va estimular la producció artística de temes religiosos. Arreu del continent europeu, s'adopta la tendència de promulgar una vida d'ostentació i luxe, com a símbol de poder, una tendència que estarà present en la producció artística donant lloc al recarregament típic de les obres d'aquest moviment. El Barroc fou reemplaçat progressivament pel Neoclassicisme.

## Contracte i encàrrec
L'obra Sant Josep amb l'infant de Lluís Bonifaç realitzada l'any 1767 es troba a la Catedral de Barcelona. Va ser encarregada pel gremi de fusters de Barcelona, ja que Sant Josep n'era el patró. L'obra va ser realitzada per l'artista al seu taller de Valls i posteriorment un cop acabada traslladada a Barcelona. Preu: 122 lliures, pagadores en dos terminis. El 19 de març de 1768 va ser portada a casa del prohom del gremi de fusters, Llorenç Vidal, a la plaça de l'Oli de Barcelona.

## Descripció de l'obra
L'obra escultòrica de Lluís Bonifaç, realitzada en fusta d'àlber i policromada es troba dreta sobre una base quadrada, situada dins d'una estructura còncava en la qual les figures de dos nadons nus, un a cada costat, subjecten dos canelobres. La figura presenta a Sant Josep de peu i subjectant en braços la representació nua de l'infant. Sant Josep i el nen duen al cap l'aurèola que representa la seva santedat, Sant Josep cobreix el seu cos amb una túnica, en la qual es pot apreciar el detall dels brodats a les solapes del mantell, deixant entreveure a l'altura de la base el seu calçat. A la dreta de Sant Josep apareix un àngel, aquest cop alat, que subjecta el bàcul de la figura principal. L'autor treballa amb detall els rostres dels personatges, especialment el de Sant Josep i més concretament el treball que realitza sobre la barba i els ulls, dotant l'obra de gran expressivitat i donant una sensació naturalista.